# Colobogaster empyrea
Colobogaster empyrea es una especie de escarabajo del género Colobogaster, familia Buprestidae. Fue descrita científicamente por Gory en 1832.